# Максим Марцинкевич
Максим Сергејевич Марцинкевич (рус. Макси́м Серге́евич Марцинке́вич; Москва, 8. мај 1984 – Чељабинск, 16. септембар 2020), познатији као Тесак (руски за цепач, секиру), је био руски неонацистички активиста, медијска личност, влогер, вођа и суоснивач покрета Реструктурирање који је деловао у постсовјетским државама.
Тесак је пажњу привукао као скинхед и вођа екстремно десничарске омладинске групе Формат 18, која је описана као „оружано крило“ Националсоцијалистичког друштва. Постојали су бројни огранци у оквиру његовог покрета Реструктурирање, од којих је најистакнутији Окупација подефилија, која наводи да су њени циљеви борба против педофила и ширење неонацистичких ставова међу младима. Критиковани су Тесаков расизам, насилни приступ и циљање на етничке мањине и геј мушкарце. Једном приликом су његови поступци довели до затварања једног високо рангираног званичника у оквиру руског правосудног система.
Марцинкевич је осуђен на три затворске казне због изазивања расне или етничке мржње. Тесак је први пут оптужен 2007. године, након што је ометао политичке дебате изводећи нацистички поздрав и вичући „Sieg Heil!“ у једном књижном клубу у Москви. Године 2009. осуђен је на три године затвора због снимања видео снимка расистичког садржаја. Његова сећања из овог времена у затвору изражена су кроз књигу Реструкт. По изласку из затвора, Тесак је био незапослен, постављао је влогове и зарађивао за живот тако што је наплаћивао другима да су се придруже његовом „лову на педофиле“ и присуствовању предавањима о животу у затвору, начинима крађе у продавницама, као и другим темама. У јесен 2013. године, Тесак је поново оптужен за објављивање видео снимака са расистичким коментарима. Због тога је 15. августа 2014. осуђен на пет година затвора. Суд је 11. новембра 2014. смањио казну на две године и 10 месеци.
Дана 27. јуна 2017, Бабушкински окружни суд у Москви осудио је Марцинкевич на десет година поправне радне колоније строгог режима због његовог учешћа у нападима на дилере синтетичких канабиноида. Током његовог четвртог издржавања затворске казне, 2020. године, покренута је истрага о његовој умешаности у убиства из мржње. Марцинкевич је признао убиства и сарађивао са истражним органима, али је убрзо пронађен мртав у својој затворској ћелији.

## Рани живот и образовање
Максим Марцинкевич је рођен 1984. године у Москви у породици Сергеја Јевгенијевича Марцинкевича и  Викторије Леонидовне Марцинкевич. Током свог живота наводио је да је руског, пољског, литванског и белоруског порекла. Како је наведено у његовој првој аутобиографској аудио књизи Деструкт, његова мајка није делила екстремистичке ставове свог сина, док га је његов отац подржавао.
Марцинкевич је регрутован у руску војску, али је тврдио да је послат кући након неколико дана, након процене менталног здравља коју је проузроковао премлаћивањем саборца азербејџанског порекла. Тесаков надимак је био везан за његово интересовање за ножеве. Завршио је средњу стручну школу за архитектуру и избачен је са Руског државног социјалног универзитета.

## Живот
Марцинкевич је изјавио да је био запослен као инжењер три и по године. Продавао је видео снимке и музику преко своје веб странице. Касније је на исти начин продавао своју књигу Реструкт. Такође је продавао рекламни простор у својим видео снимцима и покушао да организује финансијску пирамидалну шему под називом Tesak Money.
Тесак је био члан групе скинхеда „Руска сврха“ коју је предводио Семјон Токмаков. До 2003. године, Марцинкевич је такође био члан Народне националне партије.

### Формат 18
Током 2005. године, са својом 21 годином, основао је скинхед организацију „Формат 18“. Број 18 је шифра или еуфемизам за „Адолфа Хитлера“, пошто је слово А прво у латиничном алфабету, а Х осмо. Чланови Формата 18 су тукли азијске имигрантске раднике и бескућнике, снимајући нападе и пуштајући видео снимке путем интернета. Марцинкевич је снимао видео записе који промовишу мржњу према црнцима и антифашистима. Магазин Руски Репортер објавио је причу о једном од видео снимака, у којој „Марцинкевич шокира јавност својим видео-снимком погубљења „.Таџикистанског дилера дроге"...", "обешеног и раскомаданог од стране људи обучених попут припадника Кју-Клукс-Клана ". Но, убрзо је откривено да је видео исцениран, а испоставило се да је месо раскомаданог заробљеника говеђе. Један од јавно доступних видео записа у формату 18 под називом „ Дача Historz X" приказује старицу (коју глуми један од скинхедса) која мрзи црнце и њеног унука који их сахрањује у башти. Сличан догађај се дешава и у филму Русија 88 . Између осталих сличности, главни лик филма носи надимак Штик (бајонет), и као и Тесак, узима камеру и снима Русе које пита за мишљење о имигрантима са Кавказа и Азије.
Организација је водила веб страницу која је забрањена 2007. године након жалбе једног од писаца за антифашистички сајт. Бројни пратиоци Формата 18 такође су постављали своје видео снимке понижавања и физичког насиља. Најпознатији видео те врсте описан је као „погубљење Таџикистанца и Дагестанца“, објављен у августу 2007. године, у време када је Марцинкевич већ био у затвору. Истражни комитет Русије саопштио је да су егзекуције приказане на снимцима потврђене као стварне. Жртва дагестанске националности је идентификована као Шамил Одаманов, док жртва таџикистанске никада није.
Септембра 2010. године руски суд је и званично забранио рад Формата 18.

### Прва пресуда, 2007
28. јануара 2007, Марцинкевич и његови пријатељи посетили су вишејезични књижевни клуб у Москви. У то време је коришћен као платформа за политичке дебате у којима су учествовали новинари Јулија Латињина и Максим Кононенко. Тесак је упитао да ли се слажу са тврдњом да би се Русија побољшала када би побили све демократе, а затим је викнуо "Sieg!" и подигао руку у нацистички поздрав, а пратили су га његови пријатељи који су викали "Heil!". Викање је настављено још неколико минута, а један број присутних је узвикивао "фашизам неће проћи!", као одговор. Кононенко је предложио да позову полицију, јер је у Русији забрањено извођење нацистичких поздрава на јавним местима. Полиција није позвана. На крају је водитељ дебате Алексеј Наваљни поднео писмо руском јавном тужилаштву.
Дана 2. јула 2007, око 10 припадника руске антиекстремистичке јединице специјалних снага ухапсило је Марцинкевича у теретани коју је користио за тренинг. Тесак је 18. фебруара 2008. осуђен на три године затвора због изазивања националне или расне мржње (члан 282. у Русији).

### Друга пресуда, 2009
2006. године, 20 људи обучених као чланови Кју Клукс Клана инсценирало је погубљење таџикистанског дилера дроге, снимивши то и објавивши на интернету. Организатори наступа били су Марцинкевич и Артјом Зуев. Зуев је такође дао глас за видео.
Тесак је 16. јануара 2009. године оптужен за ова дјела изазивања међунационалне мржње и осуђен је на казну затвора у трајању од три године. Суд је Марцинкевичу дао признање за добро држање и прилагодио казну на три и по године затвора почев од прве пресуде. Артјом Зуев је добио условну казну од три године.
Марцинкевич је пуштен 31. децембра 2010. По изласку из затвора, Тесак је био незапослен, постављао је влогове на интернет и зарађивао за живот тако што је наплаћивао другима да му се придруже у „лову на педофиле“, као и пруствовањима предавањима о животу у затвору, начинима крађе у продавницама и другим темама. Пола године касније покушао је да се придружи Координационом савету руске опозиције и био је регистрован као кандидат за изборе, али је касније дисквалификован због својих неонацистичких ставова и недостатка противљења руској влади, при чему је ово последње било делимично повезано са његовом таксом за пријаву. коју је платио члан провладиног омладинског покрета Наши .

### Борба против педофиле, 2011
По изласку из затвора Марцинкевич створио покрет "Окупирај педофилију" (рус. Оккупай-педофиляй) покрет фокусиран на премлаћивање и понижавање мушкараца који се сматрају педофилима. Чланови покрета су преко интернета проналазаили жртве, представљајући се као малолетници, након чега су одлазили на састанке. Тада би група људи срела осумњиченог педофила и понизила га, понекад га и поливши урином по глави, док је све снимала за објављивање на интернету.
У септембру 2013. медији су почели да извештају о једном од Тесакових видео снимака снимљених у стану у Москви, што је резултирало хапшењем Андреја Каминова, бившег заменика шефа Федералне службе судских извршитеља Московске области.
Припадници покрета, а посебно Тесак, критиковани су од стране медија због  насиља и повезаности са другим огранком Марцинкевичевог покрета за реструктурирање под називом "Окупирај геронтофилију" (рус. Оккупай-геронтофиляй), који је циљао младе мушкарце који су наводно заинтересовани за састанке са старијим истополним партнерима. Акције чланова оба огранка такође су описане као кампање против ЛГБТ особа, а један вођа локалне групе покрета је рекао да су „практично сви геј мушкарци педофили“.

### Трећа пресуда, 2013
Нова кривична пријава против Тесака поднета је у јесен 2013. године. Бежећи од кривичног гоњења, Марцинкевич је преко Белорусије отпутовао на Кубу, планирајући да сними нове видео снимке. У децембру 2013, суд у Москви га је осудио у одсуству за екстремизам у објављивању три видео снимка на Јутјубу. Два снимка су била његова рецензија руских филмова Стаљинград и О фубдалу (Околофутбола), са расистичким критикама, док је у трећем видео снимку критиковао све кандидате на изборима за градоначелника Москве и предложио уклањање имиграната у циљу побољшања града. Истражени су и видео снимци везани за покрет „Окупирај педофилију”. Марцинкевич је рекао да је оптужницу захтевао „педо лоби“ у потрази за осветом, издвајајући званичника Андреја Каминова, којег је ухватио на састанку са малолетником.
Тесак је 17. јануара 2014. ухапшен на Куби. Дана 27. јануара 2014. депортован је из Хаване у Москву, а затим су је ухапшен. Марцинкевич је 29. јануара 2014. званично оптужен.
Московски суд је почео да разматра случај 30. јула 2014. Марцинкевич је оптужен за изазивање етничке мржње уз претњу насиљем (2. део члана 282. Кривичног законика Русије). Тужилаштво је тврдило да је оптужени на својој личној страници на друштвеној мрежи Вконтакте објавио три видео снимка екстремистичког садржаја. Суд се сложио и 15. августа 2014. осудио Марцинкевича на пет година казне затвора строгог режима. Адвокати су 11. новембра 2014. године уложили жалбу на одлуку и суд је казну смањио на две године и десет месеци.

### Четврта пресуда, 2017
Дана 18. марта 2015, објављено је да је Марцинкевич оптужен за пљачку и хулиганизам. Његов адвокат је рекао да се оптужбе односе на Тесакове активности против дилера дроге. Саслушање се одржало у Бабушкинском окружном суду у новембру 2016. године, а Марцинкевич се изјаснио да није крив. Тужилац је тражио 11 година и 6 месеци затвора у поправној радној колонији строгог режима. Тесак је проглашен кривим за нападе – од којих је један имао смртни исход, а 27. јуна 2017. године, судија Александар Глухов осудио је Марцинкевичана 10 година у радној колонији строгог режима, почев од 27. јануара 2014. године. Други други осуђени у случају напада је добио 10 година, док су остали добили од 3 до 5.
Дана 21. маја 2018. објављено је да је Московски градски суд поништио осуђујућу пресуду од 27. јуна 2017. и затражио ново саслушање, док је Марцинкевича оставио у затвору. У децембру 2018, Бабушкински окружни суд поново је осудио Марцинкевича на 10 година у радној колонији строгог режима. Марцинкевич је уложио жалбу.

### Остали правни проблеми
У фебруару 2013, Тесак је био у Минску, Белорусија, на ласерској корекцији вида. Током посете се потукао са групом навијача ФК Партизан, антифашистичких идеја. Његов колега неонациста Сергеј Коротких(надимак Маљута) убо је једног од њих ножем, што је довело до тога да је Марцинкевич  ухапшен од стране полиције. Убрзо је пуштен без подизања оптужнице.
Један од Марцинкевичевих адвоката дао је јавну изјаву у октобру 2014. године, рекавши да је његов клијент оптужен за хулиганизам јер је се ошишао.
У новембру 2014. године, Тесак је оптужен за изазивање етничке мржње због писања и објављивања књиге Реструкт, која је класификована као екстремистичка.

### Оптужбе за убиства
Истрага о поменутом убиству Таџикистанца и Дагестанца постепено је довела до Максима Марцинкевича, који је у то време (2020) служио четврту затворску казну. Саучесници у злочину су кривицу свалили на њега, након чега је био испитиван и подвргнут тортури. Признао је учешће у низу убистава мотивисаних расистичком идеологијом. Према истрази, жртве су неколико мушкараца несловенског изгледа (углавном мигранти из централне Азије) и руска проститутка. Марцинкевич је сведочио против других учесника убистава и водио истражитеље до тела неких жртава. Упркос свим признањима Марцинкевича и других, истрага против је затворена почетком 2023. године на захтев Максимовог оца, због смрти осумњиченог.

## Смрт
Марцинкевич је 16. септембра 2020. пронађен мртав у истражном затвору у Чељабинску, наводно зато што је себи одузео живот, док су на његовом телу пронађени знакови тортуре. Истражитељи су покренули прелиминарну истрагу о његовој смрти, јер камере за надзор у близини његове ћелије нису биле функционалне у ноћи његове смрти. У то време је требало да отпутује у Москву на испитивање у вези са кривичним предметом из 1999.

### Опроштајна порука
Како преноси Медуза, порука је откривена након што је Марцинкевич пронађен мртав у својој затворској ћелији. Наведено је да је белешка садржала захтев да званичници дају приватни дневник и књигу о комунизму његовој невенчаној супрузи у Јекатеринбургу и извињење управи чељабинског истражног затвора због непријатности. Касније је откривена друга белешка са његовим потписом, где је наведено: "Умирање није нимало страшно! Волим вас! Живели!" Поједини стручњаци за рукопис су закључили да је једну од белешки написала жена.

### Околности пре смрти
Марцинкевич је 2014. године на друштвеним мрежама објавио поруку у којој је рекао неће извршити самоубиство док је у затвору: "Ако изненада пресечем вене или се обесим, то значи да су ми помогли. Пуно."
У октобру 2019. године Марцинкевичу су поништене казне по члану о екстремизму због декриминализације члана 282 Кривичног законика Руске Федерације, а смањена је и казна за чланове о пљачки и хулиганизму. Због тога је укупна затворска казна смањена са десет на осам година. Према речима његовог рокађа, Марцинкевич је требало да буде пуштен у мају 2021. године , односно од датума наводног самоубиства до пуштања на слободу остало му је осам месеци затвора. Према речима опозиционог активисте Левковича, рођаци и адвокати нису могли да контактирају Тесака током неколико месеци 2020. године. Марцинкевичев адвокат, Иван Северович, изјавио је да, док је Марцинкевич био у Краснојарску, адвокату није било дозвољено да га види.

### Испитивања пре смрти
Адвокат Алексеј Михалчик изјавио је 16. септембра 2020. да се 9. септембра 2020. Максим састао са адвокатом у Новосибирску, где је рекао да је био мучен последња три месеца и да је приморан да потпише признања за убиства у Москви почињена током 1990-их година.
17. септембра 2020. представник руског истражног комитета саопштио је да је Марцинкевич непосредно пре смрти признао двоструко убиство почињено 2007. године. Током 2021. године појавили су се видео снимци на којима Тесак признаје саучесништво у убиствима и сведочење покојника је придодато истрази кривичног поступка.
Дана 3. децембра 2020. објављено је да је Тесакова трећа опроштајна порука раније пронађена. „Приликом прегледа леша Мартинкевича... пронађена је у његовим устима још једна самоубилачка порука, умотана у полимерни материјал, коју је потписао М. С. Марцинкевич. Из њеног садржаја произилази да он није починио убиства која је признао.", наводи се између осталог у тексту одлуке о одбијању покретања кривичног поступка због његове смрти, коју је цитирао адвокат.

### Сахрана
Сахрана је обављена 3. октобра 2020. на гробљу Кунцево у Мажајском округу Москве. Марцинкевич је у време смрти имао 36 година. Према различитим проценама, на сахрану је дошло од 2 до 4,5 хиљаде људи. Скупови сећања су одржани у Русији, Украјини и на Кипру.
Септембра 2021. на гробљу жртава политичке репресије у Кургану појавио се споменик у знак сећања на Максима Марцинкевичје. Ово није први пут да су се фотографије Марцинкевичје појавиле на споменику, у септембру 2020. постављање фотографија и свећа на споменик жртвама није одобрено од стране фондације "Меморијал истини" и, по њиховом мишљењу, то представља провокацију.